# Дельфін (футбольний клуб)
Футбольний клуб «Дельфін» (ісп. Delfín Sporting Club) — професійний еквадорський футбольний клуб з міста Манта. Клуб був заснований 1 березня 1989 року після того, як «Клуб Депортіво 9 жовтня» був переданий групі директорів, яка володіла клубом «Клуб Сосіаль Дельфін». Пізніше команда була перейменована в «Спортивний клуб Дельфін». Команда грає в еквадорській Серії A, найвищому рівні еквадорського футболу. З 1989 року клуб проводив свої домашні ігри на стадіоні «Естадіо Хокай», розташованому в прибережному районі міста Манта.

## Історія
Клуб «Дельфін» був заснований 1 березня 19 у своєму першому сезоні.89 року; після того, як засновник клубу «Клуб Депортіво 9 жовтня» Педро Асуа передав команду групі директорів із клубу «Клуб Сосіаль Дельфін». Це були Ефрен Дельгадо, Отто Шварц і Бенінказа, які пізніше приєдналися, щоб створити клуб «Клуб 9 жовтня Дельфін», який згодом перейменували на «Спортивний клуб Дельфін». Клуб розпочав успішно, вигравши чемпіонат Серії Б у 1989 році та отримавши підвищення до найвищої ліги Серії A Дивно, але молода команда змогла залишитися в Серії А до 1995 року, коли вона знову вилетіла в Серію Б. Під час перебування в Серії А клуб отримав прізвисько «El ídolo de Manta» (Кумир Манти), яке раніше було дано клубу «Манта», який був попередньою командою Манти у вищому дивізіоні.
У 1998 році клуб повернувся до вищого дивізіону, але повернутися до Серії Б у 1999 році, та піднявся угору в 2000 році, де грав до 2001 року. У 2007 році клуб понизився до третього дивізіону. Здобувши підвищення до еквадорської Серії Б, клуб пізніше потрапив до еквадорської Серії A на сезон 2016, у якому їх аргентинський форвард Максиміліано Баррейро став найкращим бомбардиром ліги з 26 голами.
Наступний сезон 2017 року став історичним для клубу, він продемонстрував відмінний результат лише з однією поразкою в першому матчі сезону та виграв Ла Прімера Етапа еквадорської Серії А. Це автоматично дало «Дельфіну» вперше в історії клубу місце в Кубку Лібертадорес, що зробило їх першою командою з провінції Манабі, яка взяла участь у континентальному турнірі. 17 грудня «Дельфін» програв клубу «Емелек» з рахунком 0-2 у матчі-відповіді фіналу еквадорської Серії А на «Естадіо Хокай», і завершив сезон на другому місці.
5 квітня 2018 року «Дельфін» здобув свою першу міжнародну перемогу над чилійським клубом «Коло-Коло» з рахунком 2-0 на Кубку Лібертадорес 2018 року. За підсумками сезону «Дельфін» посів четверте місце, що дало клубу пряму путівку до другої участі в Кубку Лібертадорес.
2019 став найкращим роком для команди, оскільки клуб виграв свій перший титул Серії А, і вперше команда з їх провінції виграла будь-який титул в країні. Фінальний матч чемпіонату «Дельфін» виграв у команди «ЛДУ Кіто».

## Суперництво
Найбільшим суперником клубу є «ЛДУ Портов'єхо», з яким «Дельфін» грає дербі під назвою «Класіко Манабіта».

## Титули і досягнення
- Чемпіон Еквадору (1): 2019